# Козенко Михайло Георгійович
Миха́йло Гео́ргійович Козенко (нар. 4 листопада 1925, село Реутинці або село Грибаньове, тепер Кролевецького району Сумської області — ?) — український радянський діяч, 1-й секретар Кременчуцького міського комітету КПУ Полтавської області. Депутат Верховної Ради УРСР 9-го скликання.

## Біографія
З вересня 1943 року — служба в Радянській армії. Учасник німецько-радянської війни з 1944 року. Служив комсомольським організатором батальйону 272-го стрілецького полку 123-ї стрілецької дивізії 123-го стрілецького корпусу 1-ї Ударної армії 2-го Прибалтійського фронту.
Освіта вища. Закінчив Дніпропетровський інститут інженерів залізничного транспорту.
З 1952 року — диспетчер, начальник служби, головний інженер залізничного відділу станції Сухобезводне Горьковської залізниці РРФСР.
Член КПРС з 1953 року.
У 1959—1962 роках — майстер, старший майстер, начальник дільниці, заступник начальника, начальник механічного, рамково-кузовного цехів механоскладального корпусу, секретар партійного комітету КПУ Кременчуцького автомобільного заводу Полтавської області.
У 1962—1963 роках — 2-й секретар Кременчуцького міського комітету КПУ.
У січні 1963 — лютому 1980 року — 1-й секретар Кременчуцького міського комітету КПУ Полтавської області.
Потім — на відповідальній роботі в Києві та Москві.

## Нагороди
- орден Жовтневої Революції
- орден Вітчизняної війни І ст. (12.11.1988)
- два ордени Трудового Червоного Прапора
- орден Дружби народів
- орден Червоної Зірки (15.02.1945)
- медаль «За відвагу» (31.07.1944)
- медаль «За перемогу над Німеччиною у Великій Вітчизняній війні 1941—1945 рр.»
- медалі